# Short Type 184
Short Admiralty Type 184, thường gọi là Short 225, là một loại máy bay ném bom, ngư lôi và trinh sát hai chỗ của Anh.

## Quốc gia sử dụng
Canada
- Cục Không quân Hải quân Hoàng gia Canada

 Chile
- Không quân Chile
- Hải quân Chile

 Estonia
- Không quân Estonia[3]

 Pháp
 Greece
- Hải quân Hy Lạp

 Nhật Bản
- Hải quân Đế quốc Nhật Bản[4]

 Hà Lan
- Cục Không quân Hải quân Hà Lan

 United Kingdom
- Cục Không quân Hải quân Hoàng gia
- Quân đoàn Không quân Hoàng gia
- Không quân Hoàng gia

## Tính năng kỹ chiến thuật (Improved 184)
Dữ liệu lấy từ British Aeroplanes 1914–18
Đặc điểm tổng quát
- Kíp lái: 2
- Chiều dài: 40 ft 7½ in (12,38 m)
- Sải cánh: 63 ft 6¼ in (19,36 m)
- Chiều cao: 13 ft 6 in (4,11 m)
- Diện tích cánh: 688 ft² (63,9 m²)
- Trọng lượng rỗng: 3.703 lb (1.680 kg)
- Trọng lượng có tải: 5.363 lb (2.433 kg)
- Động cơ: 1 × Sunbeam, 260 hp (194 kW)

 Hiệu suất bay 
- Vận tốc cực đại: 88,5 mph (77 knot, 142 km/h) trên độ cao 2.000 ft (610 m)
- Thời gian bay: 2¾ h
- Trần bay: 9.000 ft (2.743 m)
- Lên độ cao 2.000 ft (610 m): 8 phút 33 giây
- Lên độ cao 6.500 ft (1,980 m):33 phút 50 giây

Trang bị vũ khí

- Súng: 1 × súng máy Lewis.303 in (7,7 mm)
- Bom: 1 × ngư lôi 14 in (356 mm) hoặc 520 lb (236 kg) bom

## Hãng chế tạo
1. Brush Electrical Engineering Co. Ltd. (190)
2. Frederick Sage & Co. Ltd. (72)
3. J. Samuel White (110)
4. Mann, Egerton & Co. Ltd. (22)
5. Phoenix Dynamo Manufacturing Company (62)
6. Robey & Co. Ltd.[7] (256)
7. S E Saunders Limited (80)
8. Short Brothers, Rochester (117)
9. Supermarine Aviation Works Ltd. (15)
10. Westland Aircraft Works Ltd. (12)